# Дальний Восток (журнал)
«Да́льний Восто́к» — советский и российский литературно-художественный журнал (выходит с 20 мая 1946 года), правопреемник дальневосточного литературно-художественного и общественно-политического альманаха «На рубеже» (предшественник, выходил с перерывом [в 1938 году не выпускался], с 16 октября 1933 года).

## История

### «На рубеже»
16 октября 1933 года — в Хабаровске вышел первый номер дальневосточного литературно-художественного и общественно-политического альманаха «На рубеже», формата А4.
Редакция — в Хабаровске, творческий коллектив — журналисты газеты «Тихоокеанская звезда».
В редколлегии номера: Василий Ким, Г. Мустафетов, Г. Петров, Соковиков, Оскар Тарханов, И. Шабанов, Шацкий. Выпускающий редактор — С. Иванов.
Первый редактор — Иосиф Исаакович Шацкий (Гольдин), также главный редактор «Тихоокеанской звезды» в 1931—1935 годах. Снят с работы «за плохую работу» после публикации в журнале «На рубеже» № 1 за 1935 год романа Д. Амурского «Гордость» (автора обвинили в троцкизме). Второй ответственный редактор — Александр Фадеев.
Книга печаталась в Дальневосточном государственном книжном издательстве (Дальгиз), в типо-литографии № 1 им. Волина Дальполиграфтреста во Владивостоке.
Открывала первый номер пьеса «Сихоте-Алин» Б. Кисина.
Рубрики:
- За колхозные поля;
- На шахтах, стройках, промыслах;
- Оборона границ;
- За рубежом;
- Край на стройке;
- Литературные заметки.

В книге — цветные рисунки: Ан. Жарикова, Нокса и И. Богряного.
В 1934 году альманах получил статус журнала и стал выходит сдвоенными номерами (книгами). Это был печатный орган Дальневосточного правления Союза советских писателей.
В 1937 году журнал сменил формат с А4 на А5, почти карманный.
Из редколлегии осталось только двое (не считая третьего редактора Михаила Алексеева): И. Рабин и А. Фетисов.
Многие писатели — члены редколлегии «На рубеже» — репрессированы: И. И. Шабанов, П. Г. Кулыгин, В. А. Ким, Е. И. Титов.
В 1938 году журнал не выходил.
В 1939 году по просьбам литературного актива и председателя бюро Хабаровского отделения Союза советских писателей Семена Бытового выпуск журнала возобновился.
В годы Великой Отечественной войны и после — журнал-альманах «На рубеже» продолжал выходить.
В редколлегии значились: П. С. Комаров, Н. П. Задорнов, Н. М. Рогаль, А. В. Гребнев, Ф. В. Иконников, И. Г. Машуков и М. Г. Штейн.

### «Дальний Восток»
20 мая 1946 года — журнал вышел с новым названием — «Дальний Восток», формата А4, орган — Хабаровского отделения Союза советских писателей СССР. Первый редактор — поэт Анатолий Гай (Плешков Александр Антонович) — участник I Съезда советских писателей.
В 1946 году журнал стал зональным, в 1966 году получил статус российского литературного журнала (один из органов печати Союза писателей РСФСР).
В журнале впервые публиковали произведения писателей: А. А. Фадеева, В. Н. Ажаева, Н. П. Задорнова, П. Л. Проскурина, Вс. Н. Иванова, А. Н. Стругацкого. Особое место журнал уделял национальной литературе: на его страницах публиковались произведения писателей Д. Б. Кимонко, В. М. Санги, Г. Г. Ходжера, Ю. С. Рытхэу, А. А. Пассара и А. А. Кымытваль.
В 1977 году журнал стал ежемесячным.
В начале 90-х годов «Дальний Восток» вернулся к формату А5 1937 года, а к 2000 году принял снова первоначальный формат А4. В издании появились цветные рисунки, как в 1933 году.
В издательском доме «Дальний Восток» издавались приложения-альманахи: социальный «Наш семейный очаг» (ред. Незнаева И. И.), экологический «Родное Приамурье» (ред. Шмаков Ю. Д.), литературный «Встреча» (ред. Миланич Л. И.).
На 70-летие выпущен репринт журнала «На рубеже» № 1 за 1933 год.
К 75-летию выпущен сборник избранных и лучших отрывков произведений 48 писателей за 1933—2008 годы тиражом в 900 экз.
В 2012 году правительством Хабаровского края, совместно с журналом «Дальний Восток», учреждена премия им. Петра Комарова, в которой могут участвовать авторы опубликованных литературных произведений в журнале «Дальний Восток» и изданиях ДВГНБ, изданиях, выпускаемых краевыми государственными учреждениями культуры Хабаровского края. Премия по четырём номинациям: проза — для прозаиков, поэзия — для поэтов, очерк и публицистика — для очеркистов и публицистов, критика и библиография — для литературных критиков и библиографов. Предусмотрена «специальная премия» — для особо талантливых авторов, чьи произведения отмечены оригинальной самобытностью. Премиальный фонд каждой номинации — 30 тыс. рублей (I место — 14 тыс. рублей; II место — 10 тыс. рублей; III место — 6 тыс. рублей.). С 2022 года — призовой фонд творческого конкурса им. Петра Комарова увеличен со 150 тыс. до 1 млн рублей. Премия присуждается один раз в два года.
С 27 июля 2021 г. у журнала «Дальний Восток» сменился учредитель, вместо Союза писателей России стала Дальневосточная государственная научная библиотека. С этого времени журнал потерял рекомендательную силу своих публикаций при вступлении кандидата в Союз писателей России.
18 октября 2023 года скромно отметили 90-летие журнала в Хабаровске.
Нынешние рубрики:
- Проза[35];
- Поэзия[36];
- Окно в природу;
- Очерк, публицистика[37];
- Критика и библиография;
- Культура и искусство;
- Страницы истории;
- Наши публикации;
- Общая тетрадь;
- Книжное обозрение.

## Главные (ответственные) редакторы
Все редакторы до Николая Наволочкина, до 1977 года, не имели высшего образования или незаконченное высшее (например, А. Фадеев).

### «На рубеже»
- Иосиф Исаакович Шацкий (Гольдин)[40][41] — октябрь 1933 года — 1935 год[42]
- Александр Александрович Фадеев[43] — 1935—1936
- Михаил Алексеев[44] — 1937[45]

не выходил — 1938
выходил без редактора — 1939
- Николай Еселев[46] — 1940—1941

выходил без редактора — 1942—1946

### «Дальний Восток»
- Анатолий Гай (Александр Антонович Плешков[48])[49] — 1946—1947[50]
- Андрей Сергеевич Пришвин[51] — 1948—1955.
- Николай Митрофанович Рогаль[52] — 1955—1977.
- Николай Дмитриевич Наволочкин[53] — 1977—1987.
- Валентин Михайлович Фёдоров[54] — 1987—2001.
- Вячеслав Викторович Сукачев (Шпрингер)[55] — 2001 год — ноябрь 2011 года.
- Кирилл Александрович Партыка[56] — ноябрь 2011 года (подписал № 6 за 2011 г.)
- Виктор Иванович Ремизовский[57] (и. о.) — декабрь 2011 года — февраль 2012 года (подписал № 1, № 2 за 2012 г.)
- Александра Викторовна Николашина[58] — март 2012 года[59] — 24 ноября 2024 г.[60] (подписала № 6 за 2024 г.).
- Наталья Васильевна Родина (и. о.) — 2024 (январь, декабрь) — 2025 г. (январь, февраль)
- Михаил Панфилович Карпач[61] — с 26 февраля 2025 г.[62] — по н.в.

## Тираж[63]
- 1933 — 10 тыс. экз.[19]
- 1934 — 5,5—7,5 тыс. экз.
- 1937 — 4 550 экз.
- 1944 — 5 тыс. экз.
- 1946 — 10 тыс. экз.[64]/ 5 тыс. экз.[65]
- 1979 — 30 тыс. экз.
- 1982 — 32 тыс. экз.
- 1987 — 50 тыс. экз.
- 1993—1999 — тираж не указывался.
- 2001 — 1 140 — 1 300 экз.
- 2016—800 экз.[66][67]
- 2017—500 экз.[68]

## Награды
Орден Дружбы народов (1983) «за заслуги в развитии советской литературы и активное участие в коммунистическом воспитании трудящихся, а также в связи с 50-летием журнала».

## Премии
- В 2004 году — звание «Лучший провинциальный журнал России»[70].
- В 2008 и 2015 годах — знаки отличия «Золотой фонд прессы России».
- В 2024 году — Общероссийская литературная премия «Дальний Восток» имени Владимира Арсеньева «За вклад в развитие Дальнего Востока»[71].

## Адреса
Редакция журнала сменила четыре адреса:
- Хабаровск, ул. Калининская (ныне Калинина), 64[72]
- Хабаровск, ул. Комсомольская, 52[73]
- Хабаровск, ул. Комсомольская, 80[74]
- Хабаровск, пер. Капитана Дьяченко, 7А (нынешний адрес)[75]